# Summer Trip
Singles de Kumi Kōda
Koishikute
(2012) Dreaming Now!
(2013)
Summer Trip est le 55e single de Kumi Kōda sorti sous le label Rhythm Zone le 31 juillet 2013 au Japon. Il arrive 6e à l'Oricon. Il se vend à 19 003 exemplaires la première semaine et reste classé 4 semaines pour un total de 22 789 exemplaires vendus. Il sort au format CD et CD+DVD.
LaLaLaLaLa et Touch Down se trouvent sur l'album Bon voyage.

## Liste des titres
| 1. | Radio Show Start ~LaLaLaLaLa~ 【Intro】 | 1:00 |
| 2. | LaLaLaLaLa                              | 3:36 |
| 3. | Show Time ~Is This Trap?~ 【Interlude】 | 1:00 |
| 4. | Is This Trap?                           | 3:52 |
| 5. | Show Time ~Touch Down~ 【Interlude】    | 1:09 |
| 6. | Touch Down                              | 3:43 |
| 7. | Radio Show End                          | 0:59 |

| 1. | LaLaLaLaLa |  |
| 2. | Touch Down |  |
| 3. | Making of  |  |